# Melikertes kamboja
Melikertes kamboja  (лат.) — ископаемый вид пчёл из подсемейства Apinae, найденный в эоценовом камбейском янтаре (Индия: Гуджарат).

## Описание
Мелкие ископаемые пчёлы, длина тела 3,64 мм. Длина переднего крыла 2,77 мм. Мандибулы короткие, скапус усика узкий и длинный. 
Один из древнейших ископаемых видов пчёл, возраст находки около 50—52 млн лет (ранний эоцен). Впервые описан в 2013 году американским энтомологами Майклом Энджелом, Jaime Ortega-Blanco (Division of Entomology, Natural History Museum, and Department of Ecology & Evolutionary Biology, University of Kansas, Лоренс, Канзас, США), Paul C. Nascimbene (Division of Invertebrate Zoology, American Museum of Natural History, Нью-Йорк) и палеонтологом из Индии Hukam Singh (Birbal Sahni Institute of Palaeobotany, Lucknow, Индия). Видовое название kamboja дано по имени древнего индо-иранского народа камбоджей, который упоминается в древнеиндийских текстах, таких как книга Махабхарата. Вид Melikertes gujaratensis Engel & Ortega-Blanco, 2013 включён в номинативный подрод Melikertes s.str. в составе вымершей трибы Melikertini. Ранее в составе ископаемого рода Melikertes были описаны три вида из балтийского янтаря: Melikertes proavus (Menge), Melikertes stilbonotus (Engel) и Melikertes clypeatus Engel.